# Wilhelm Iffland
Wilhelm Iffland (* 17. November 1821 in Rommershausen; † 20. Mai 1890 in Treysa) war ein deutscher Jurist und Mitglied des Kurhessischen Kommunallandtags für den preußischen Regierungsbezirk Kassel.

## Leben
Wilhelm Iffland wurde als Sohn des Schultheißen Friedrich Christoph Iffland und dessen Ehefrau Friedericke Siebert geboren. Nach dem ersten juristischen Staatsexamen wurde er am 16. April 1846 Referendar beim Obergericht in Marburg und nach dem Assessorexamen am 11. Oktober 1849 Untergerichtsanwalt beim Justizamt in Treysa.
1868 ließ er sich in seinem Heimatort Rommershausen als Notar nieder und wurde als Verwalter des Hoffschen Familienfideikommisses tätig.
Am 29. Dezember 1874 erhielt er bei der Ersatzwahl eines Abgeordneten zum Kurhessischen Kommunallandtag des preußischen Regierungsbezirks Kassel ein Mandat und hatte dies bis 1880 inne. Er war von 1877 bis 1879  Mitglied des Eingabeausschusses.